# Good Day Sunshine
«Good Day Sunshine» –en español: «Buen día rayo de sol»– es una canción del grupo británico The Beatles perteneciente al álbum Revolver de 1966. La canción fue escrita por Paul McCartney, con algunos aportes en la letra por John Lennon. Como la mayoría de las canciones de The Beatles, se acredita a Lennon/McCartney. Leonard Bernstein elogió la canción durante la elaboración de un documental para la CBS News en 1967. Richie Unterberger de allmusic dijo que la canción "irradia optimismo y un buen ambiente" y Ian MacDonald dijo que es "magníficamente interpretada por McCartney y exquisitamente producida por George Martin y su equipo" y "muestra el mejor de los esfuerzos de The Beatles."

## Grabación
Paul McCartney compuso Good Day Sunshine en casa de John Lennon, y admitió que le habían influenciado los Lovin' Spoonful. Estaba bastante orgulloso del resultado y de hecho la canción apareció en el disco "Give My Regards To Broad Street". El tema es bastante simple y consta únicamente de piano, bajo y batería (que Ringo grabó en dos partes) y unas voces muy efectivas. La canción fue grabada en los estudios Abbey Road el 8 de junio de 1966, con pistas extra añadidas un día después.

## Influencias y versiones
McCartney dijo que fue influenciado por The Lovin Spoonful para escribir esta canción, afirmando que las armonías y las letras hacen recordar la "buena época de la música" de Spoonful.
Claudine Longet grabó una versión en 1967 por su álbum The Look of Love y también lo lanzó como un sencillo. El sencillo llegó al n.º100 en el Billboard Hot 100 y n.º 36 en el Billboard Adult Contemporary Chart.